# بیرونی (دهانه)
بیرونی یک دهانهٔ برخوردی بر سمتِ پنهانِ ماه است. این دهانه به افتخارِ ابوریحانِ بیرونی و برای پاسداشتِ پژوهش‌ها و زحماتِ وی در راهِ دانش به نامِ وی نام‌گزاری شده است. دهانهٔ برخوردیِ بیرونی در جنوبِ دهانهٔ جولیت و در شمالِ شرقی گادِرد قرار دارد.

## دهانه‌های اقماری
این دهانه ۱ دهانه اقماری دارد.
| دهانهٔ بیرونی | عرض جغرافیایی | طول جغرافیایی | قطر         |
| ------------ | ------------- | ------------- | ----------- |
| C            | ۱۸٫۴° N       | ۹۳٫۰° E       | ۹٫۰ کیلومتر |